# Отеро (округ, Колорадо)
Оте́ро (англ. Otero County) — округ в штате Колорадо, США. Официально образован в 1889 году. По состоянию на 2010 год, численность населения составляла 18 831 человек.

## География
По данным Бюро переписи США, общая площадь округа равняется 3 289,303 км2, из которых 3 268,583 км2 суша и 19,943 км2 или 0,600 % это водоёмы.

## Население
По данным переписи населения 2000 года в округе проживает 20 311 жителей в составе 7 920 домашних хозяйств и 5 472 семей. Плотность населения составляет 6,00 человек на км2. На территории округа насчитывается 8 813 жилых строений, при плотности застройки около 3,00-х строений на км2. Расовый состав населения: белые — 79,02 %, афроамериканцы — 0,76 %, коренные американцы (индейцы) — 1,43 %, азиаты — 0,70 %, гавайцы — 0,08 %, представители других рас — 15,06 %, представители двух или более рас — 2,96 %. Испаноязычные составляли 37,62 % населения независимо от расы.
В составе 32,20 % из общего числа домашних хозяйств проживают дети в возрасте до 18 лет, 52,70 % домашних хозяйств представляют собой супружеские пары проживающие вместе, 12,00 % домашних хозяйств представляют собой одиноких женщин без супруга, 30,90 % домашних хозяйств не имеют отношения к семьям, 27,80 % домашних хозяйств состоят из одного человека, 12,90 % домашних хозяйств состоят из престарелых (65 лет и старше), проживающих в одиночестве. Средний размер домашнего хозяйства составляет 2,49 человека, и средний размер семьи 3,04 человека.
Возрастной состав округа: 26,90 % моложе 18 лет, 8,90 % от 18 до 24, 24,40 % от 25 до 44, 23,40 % от 45 до 64 и 23,40 % от 65 и старше. Средний возраст жителя округа 38 лет. На каждые 100 женщин приходится 95,60 мужчин. На каждые 100 женщин старше 18 лет приходится 91,50 мужчин.
Средний доход на домохозяйство в округе составлял 29 738 USD, на семью — 35 906 USD. Среднестатистический заработок мужчины был 26 996 USD против 21 001 USD для женщины. Доход на душу населения составлял 15 113 USD. Около 14,20 % семей и 18,80 % общего населения находились ниже черты бедности, в том числе — 25,90 % молодёжи (тех, кому ещё не исполнилось 18 лет) и 11,80 % тех, кому было уже больше 65 лет.